# 実践倫理宏正会研修会館
実践倫理宏正会研修会館（じっせんりんり こうせいかい けんしゅうかいかん）は、石川県金沢市山科町ワ1－50、大乗寺の丘にある実践倫理宏正会が建立した、多目的イベント施設。コンサートホールや講演会場、スポーツ施設などとして利用されている。
2000年（平成12年）の改築前は、金沢実践倫理記念会館（かなざわ じっせんりんりきねんかいかん)と呼ばれていた。

## 概要
- 実践倫理宏正会の研修用施設ではあるが、外部の多目的ホールとしても利用されている。
- 昭和期・平成期と石川県でも有数な大規模ホールとして利用されていたが、鉄道駅から遠く離れており交通の不便さから近年の利用は少なくなっている。
- 2000年（平成12年）の改築新装により、金沢商工会議所の第23回（平成12年度）金沢都市美文化賞を受賞した[1]

## 収容人員
2000年（平成12年）の改築前は、約5000名。改築後は、約3800名

## 使用例
過去にコンサートでは、下記のアーティストなどに利用されている。
- カーペンターズ、1976年3月28日
- 井上陽水、1976年10月18日、「GOING ONツアー」『東京ワシントンクラブ』収録
- ベイ・シティ・ローラーズ、1977年9月25日、1978年9月14日
- キャンディーズ、全国縦断ファイナルコンサート「ありがとうカーニバル」1978年3月20日
- クイーン、1979年4月21日、
- チェッカーズ、1986年8月21日
- 長渕剛、1992年3月20日、1993年5月7日
- サザンオールスターズ、1992年ツアー10月30日、10月31日

スポーツではプロボクシングの世界タイトルマッチが2回開催されている。
- ホセ・クエバス - 1976年10月27日、WBA世界ウェルター級タイトルマッチ：辻本章次と対戦し、6回KO勝ちで王座初防衛。
- 具志堅用高 - 1980年10月12日、WBA世界ジュニアフライ級タイトルマッチ：ペドロ・フローレス戦、15回判定勝ちで13度目の王座防衛。

実践倫理宏正会の会内では講演会や式典などで利用されマスコミ報道もある

## 沿革
- 1970年（昭和45年）5月、新築落慶。
- 2000年（平成12年）7月に新装し、「実践倫理宏正会研修会館」との名称に変更している。

## 交通アクセス
- 北陸鉄道石川線野町駅より3.1km、野々市工大前駅より3.4km
- 北鉄金沢バス「長坂台」停留所より1.5km 徒歩約18分、「野田東」停留所より1.6km 徒歩約20分